# أعشاب ضارة

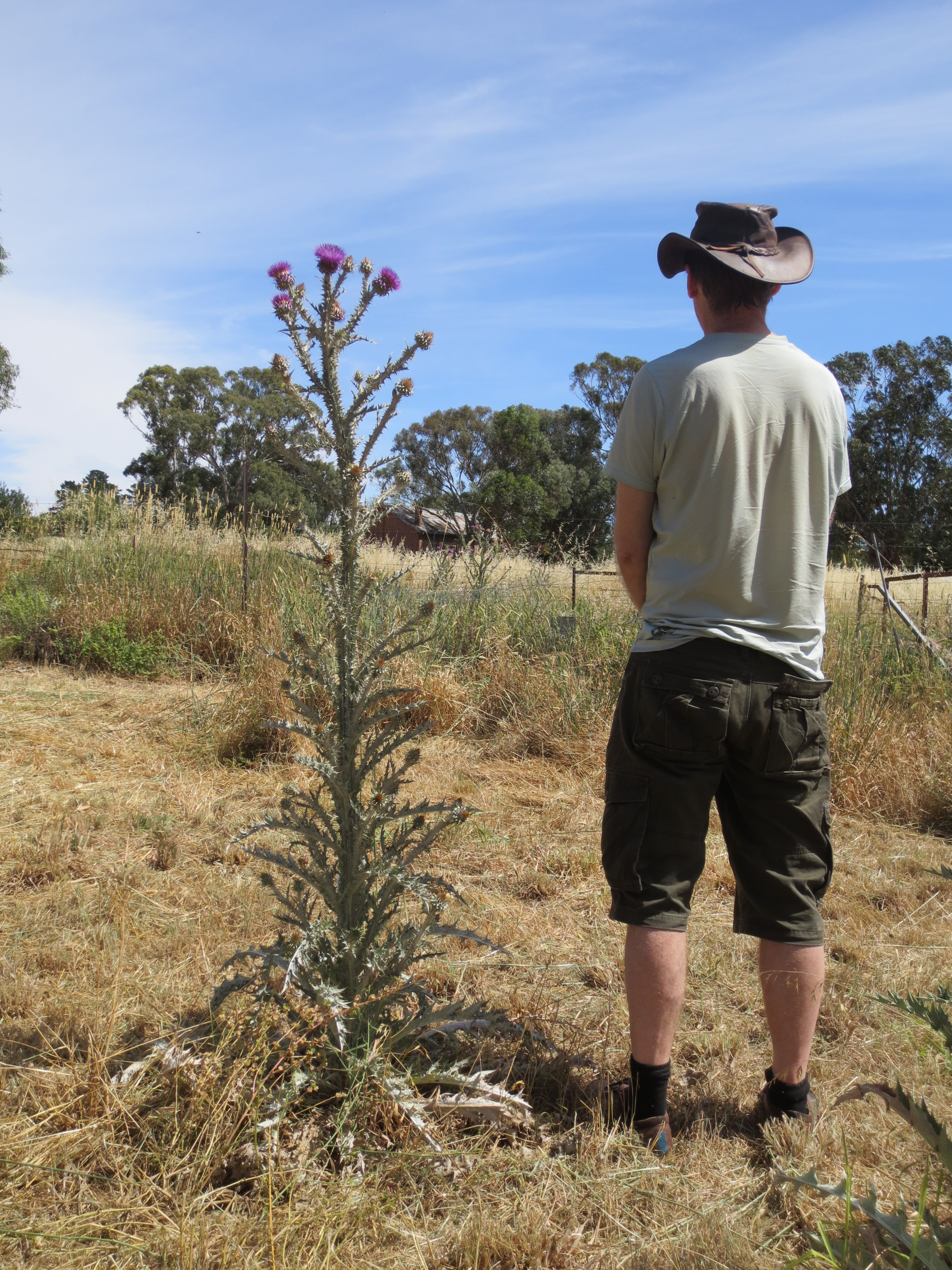
أقسون الذي يُعتبر من الأعشاب الضارة (الشخص الموجود في الصورة للقياس)

الأعشاب الضارة (بالإنجليزية: Noxious weed)‏، هي الأعشاب التي تعينها السلطة الزراعية باعتبارها إحدى المحاصيل الضارة بالزراعة أو المحاصيل البستانية والموائل الطبيعية أو النظم البيئية أو البشرية أو الماشية. ويكون صاحب الأرض ملزم قانوناً بالعمل للسيطرة عليها.